# Nísia Floresta
Nísia Floresta is een gemeente in de Braziliaanse deelstaat Rio Grande do Norte. De gemeente telt 24.109 inwoners (schatting 2009).

## Aangrenzende gemeenten
De gemeente grenst aan Arez, Parnamirim, São José de Mipibu en Senador Georgino Avelino. 